# Подвижный отряд заграждений
Подвижный отряд заграждений — элемент боевого или оперативного порядка в виде временного воинского формирования, которое создаётся из частей инженерных войск и армейской авиации.
Сокращённое наименование временного формирования войск или сил, применяемое в служебных документах — ПОЗ. Основным назначением ПОЗ является обустройство минно-взрывных заграждений (МВЗ) в ходе боя и разрушение транспортной инфраструктуры в интересах дружественных сил. До июля 1943 года именовались просто как отряд заграждений.

## История
Теоретический фундамент под практику применения ПОЗ был заложен в работе «Разрушения и заграждения» (1931 год) советского военного инженера Д. М. Карбышева.
Во время Второй мировой войны 1939—1945 годов, и особенно Великой Отечественной войны, 1941—1945 годов, широкое применение во всех видах боя нашли минно-взрывные заграждения. Так для их устройства в битве под Москвой советские войсками впервые в 1941 году стали применяться отряды заграждения (ОЗ), позже стали именоваться подвижными отрядами заграждения, которые в последующем успешно использовались в других операциях РККА.
После битвы на Курской дуге на базе полученного опыта был сделан вывод, что войсковому командованию требуется постоянный специализированный резерв частей инженерных войск, который бы располагал средствами механизации минирования, большими количеством мин и взрывчатых веществ разных типов. Как следствие, ОЗ (ПОЗ) стали обязательным элементом оперативного построения советских войск, а в 1942—1943 годах шла отработка тактики действий ПОЗ в наступлении и обороне. За время Великой Отечественной войны РККА было израсходовано более 70 млн различных мин, в том числе около 30 млн.противотанковых.

## Общие положения
Состав и оснащение ПОЗ определяются его задачами в бою или операции, наличием доступных сил и средств, составом войск неприятеля и условиями на местности. При постановке задачи ПОЗ получает данные по району расположения, маршрутам перемещения, рубежам минирования и возможным направлениям (полосам) действий.
В обороне ПОЗ держится за первым эшелоном своих войск на наиболее вероятном направлении главного удара противника в полной готовности к выдвижению на участки прорыва. Основным назначением ПОЗ в оборонительных действиях считаются:
- быстрое возведение минно-взрывных заграждений и организация разрушений на направлениях прорыва противника в глубину обороны, в районах высадки морских десантов и пр.;
- прикрытие инженерными заграждениями стыков и флангов своих войск, а также — рубежей развёртывания войск для контратак и контрударов,
- наращивание плотности заграждений на критических участках обороны частей первого эшелона.

В наступлении ПОЗ следует за первым эшелоном войск в готовности к обустройству заграждений на указанных ему рубежах минирования. В наступательных действиях задачами ПОЗ обычно являются:
- организация заграждений на вероятных направлениях контрударов и контратак противника,
- прикрытие инженерными заграждениями флангов ударных группировок и рубежей ввода в бой вторых эшелонов,
- устройство заграждений в частях первого эшелона при закреплении их на захваченных позициях.

Формирование ПОЗ может быть создано не только в сухопутных войсках, но и для решения определённых задач в рамках других видов вооружённых сил и родов войск. Например, в ВМФ задачами по устройству заграждений в открытом море занимаются отряды кораблей заграждения. В РВСН подразделения ПОЗ создаются для прикрытия подступов к объектам позиционного района, блокированием районов действий вражеских разведгрупп и высадки десантов. Если в обычных частях и соединениях организуется, как правило, один ПОЗ, то в войсках, обороняющих участок морского побережья, создаётся дополнительный ПОЗ с плавсредствами или авиатехникой для выставления противодесантных минных заграждений в воде. В воинских соединениях создаются два-три ПОЗ, один из которых оснащён вертолётной авиатехникой.
Организационная структура армий большинства зарубежных стран и государств-членов НАТО не предусматривает развёртывание и использование ПОЗ.